# Badminton bei den Island Games 2005
Bei den Island Games 2005 wurden auf den Shetlandinseln sechs Badmintonwettbewerbe ausgetragen.

## Medaillengewinner
| Disziplin    | Gold                                         | Silber                     | Bronze                               |
| ------------ | -------------------------------------------- | -------------------------- | ------------------------------------ |
| Herreneinzel | Bror Madsen                                  | Aksel Poulsen              | Ragnar Rasmussen                     |
| Herreneinzel | Bror Madsen                                  | Aksel Poulsen              | Ben Martin                           |
| Dameneinzel  | Mariana Agathangelou                         | Elena Johnson              | Kimberley Ashton                     |
| Dameneinzel  | Mariana Agathangelou                         | Elena Johnson              | Anne Wood                            |
| Herrendoppel | Anton Kriel Christopher Cotillard            | Bror Madsen Frank Bagger   | Darren Le Tissier Kevin Le Moigne    |
| Herrendoppel | Anton Kriel Christopher Cotillard            | Bror Madsen Frank Bagger   | Colin Grant Gordon Keith             |
| Damendoppel  | Mariana Agathangelou Kerry Coombs-Goodfellow | Lisa Hayward Elena Johnson | Anne Wood Zoe Anderson               |
| Damendoppel  | Mariana Agathangelou Kerry Coombs-Goodfellow | Lisa Hayward Elena Johnson | Else Høegh Møller Anja Skov Kjeldsen |
| Mixed        | Christopher Cotillard Mariana Agathangelou   | Kevin Smith Zoe Anderson   | Anton Kriel Kerry Coombs-Goodfellow  |
| Mixed        | Christopher Cotillard Mariana Agathangelou   | Kevin Smith Zoe Anderson   | Kevin Le Moigne Elena Johnson        |
| Team         | Jersey                                       | Shetland                   | Guernsey                             |